# Monstera kikiae
Monstera kikiae — вид квіткових рослин з родини кліщинцевих (Araceae).

## Розповсюдження
Місцем проживання цього виду є Колумбія.